# Rammstein (musikalbum)
Rammstein (även känt som deras obetitlade album) är Rammsteins sjunde studioalbum, utgivet den 17 maj 2019. Singeln "Deutschland" nådde förstaplatsen på GfK Entertainment Charts.

## Låtlista
Alla låtar är skrivna och komponerade av Rammstein. 
| Nr           | Titel         | Längd |
| ------------ | ------------- | ----- |
| 1.           | Deutschland   | 5:23  |
| 2.           | Radio         | 4:37  |
| 3.           | Zeig dich     | 4:15  |
| 4.           | Ausländer     | 3:51  |
| 5.           | Sex           | 3:56  |
| 6.           | Puppe         | 4:33  |
| 7.           | Was ich liebe | 4:29  |
| 8.           | Diamant       | 2:34  |
| 9.           | Weit weg      | 4:20  |
| 10.          | Tattoo        | 4:11  |
| 11.          | Hallomann     | 4:11  |
| Total längd: | Total längd:  | 46:20 |

## Medverkande
- Till Lindemann – sång
- Richard Z. Kruspe – sologitarr, bakgrundssång
- Oliver Riedel – elbas
- Paul Landers – kompgitarr
- Christian Lorenz – keyboard
- Christoph Schneider – trummor